# (6129) Demokritos
(6129) Demokritos es un asteroide perteneciente al cinturón de asteroides, región del sistema solar que se encuentra entre las órbitas de Marte y Júpiter, más concretamente a la familia de Dora, descubierto el 4 de septiembre de 1989 por Eric Walter Elst desde el Observatorio de la Alta Provenza, Saint-Michel-l'Observatoire, Francia.

## Designación y nombre
Designado provisionalmente como 1989 RB2. Fue nombrado Demokritos en homenaje al filósofo griego Demokritos de Abdera, conocido por su teoría atomista de la materia. Fue alumno de Leukippos, a quien le debía muchas ideas. Su gran preocupación era armonizar la cosmología jónica con la ontología griega, y se le atribuyen al menos 57 trabajos sobre ética, física, naturaleza, matemáticas y arte. Consideró que una observación es el resultado de una interacción entre observador y observado.

## Características orbitales
Demokritos está situado a una distancia media del Sol de 2,795 ua, pudiendo alejarse hasta 3,261 ua y acercarse hasta 2,329 ua. Su excentricidad es 0,166 y la inclinación orbital 6,519 grados. Emplea 1707,60 días en completar una órbita alrededor del Sol.

## Características físicas
La magnitud absoluta de Demokritos es 12,9. Tiene 17,096 km de diámetro y su albedo se estima en 0,071. Está asignado al tipo espectral Ch según la clasificación SMASSII.